# Schwienau
Schwienau är en kommun i Landkreis Uelzen i förbundslandet Niedersachsen i Tyskland. 
Kommunen bildades 1 juli 1972 genom en sammanslagning av de tidigare kommunerna Linden, Melzingen, Stadorf och Wittenwate.
Kommunen ingår i kommunalförbundet Samtgemeinde Bevensen-Ebstorf tillsammans med ytterligare 13 kommuner.